# Hemieuxoa rodionovi
Hemieuxoa rodionovi är en fjärilsart som beskrevs av Mikkola. Hemieuxoa rodionovi ingår i släktet Hemieuxoa och familjen nattflyn. Inga underarter finns listade i Catalogue of Life.